# Three Fingered Jenny
Three Fingered Jenny er en amerikansk stumfilm fra 1916 af Edward J. Le Saint.

## Medvirkende
- William Garwood som Lord John
- Stella Razeto som Maida Odell
- Carmen Phillips som Jenny
- Malcolm Blevins som Richard Wayne
- Laura Oakley